# Falsepilysta albostictica
Falsepilysta albostictica là một loài bọ cánh cứng trong họ Cerambycidae.